# Catalina Soto
Catalina Anais Soto Campos (Chile; 8 de abril de 2001) é uma desportista chilena que compete no ciclismo de rota e em ciclismo sobre pista, atualmente milita em NXTG Racing de Países Baixos.
Tem sido duplo medalha de ouro nos Jogos Sul-americanos da Juventude de 2017 e proximamente participará nos Jogos Olímpicos de Verão de 2020.

## Trajectória
Catalina participou nos Jogos Sul-americanos da Juventude de 2017, naquela competição conseguiu a medalha de ouro em Ciclismo de pista pela prova de omnium. Dias de depois conseguiu a medalha de ouro na concorrência de Ciclismo de pista pela categoria de perseguição individual.
Em sua participação no ciclismo de rota cruzou a meta no terceiro lugar, mas não acedeu à medalha de bronze como o regulamento não permite mais de 2 medalhistas por país.
Em Agosto de 2018 conseguiu o quarto lugar na prova de omnium do Mundial de Ciclismo de Pista Junior, conseguindo 115 pontos ao todo.
Em Agosto de 2019 conseguiu a medalha de prata no Mundial Juvenil UCI de ciclismo de pista, sendo a primeira ciclista chilena em ganhar uma medalha num Mundial Juvenil de Ciclismo em Pista.
Em Setembro de 2020 finalizou em lugar 95 no Campeonato Mundial de Ciclismo em Estrada de 2020. Ao final desse mês alinhou pela equipa NXTG Racing.
Em Maio de 2021 conseguiu uma cota para competir nos Jogos Olímpicos de Verão de 2020.